# Cefalonia (miniserie televisiva)
Cefalonia è una miniserie televisiva italiana del 2005 diretta da Riccardo Milani.

## Descrizione
Nel formato originario, la fiction è composta da due puntate, che vennero trasmesse in prima visione su Rai 1 nell'aprile del 2005. Nello stesso formato, la miniserie venne trasmessa in replica da Rai Storia nell'aprile 2010.
La regia è di Riccardo Milani. L'autore delle musiche originali è il maestro Ennio Morricone, il cui brano completo si intitola Dammi la mano.
Racconta, in modo romanzato, i fatti avvenuti a partire dall'8 settembre 1943 che hanno visto la distruzione della divisione Acqui ad opera di forze tedesche (eccidio di Cefalonia). Le riprese si sono svolte in gran parte presso la Tonnara del Secco di San Vito Lo Capo; riprese, anche, nella riserva naturale orientata Monte Cofano di Custonaci (Grotta Mangiapane, Torre della Tonnara di Cofano), nella riserva naturale orientata dello Zingaro, nelle saline Ettore e Infersa di Marsala, presso i ruderi di Poggioreale e il Porto di Castellammare del Golfo.

## Trama
Episodio uno
8 settembre 1943: sull'isola greca di Cefalonia, la notizia dell'Armistizio di Cassibile scatena nelle truppe italiane della 33ª Divisione fanteria "Acqui" la speranza che la guerra sia finita. Al calar della sera, però, l'ex alleato tedesco fa ricevere al comandante della divisione italiana, il generale Antonio Gandin, l'intimazione a consegnare le armi in cambio della (falsa) promessa di essere rimpatriati in Italia. Nel mentre accadono questi eventi il sergente Saverio (Luca Zingaretti) decide di rivelare i suoi sentimenti a Feria (Luisa Ranieri), una ragazza italiana trasferitasi a Cefalonia anni prima assieme a suo marito (emigrato tempo dopo in America per fare fortuna), la quale ricambia l'amore del soldato.
La situazione sull'isola inizia a deteriorare: oltre alle voci di scontri tra soldati italiani e tedeschi sull'isola di Corfù, l'intimazione ricevuta fa presto scoppiare disordini come il bombardamento di due pontoni da sbarco germanici da parte di alcune batterie d'artiglieria italiane nella baia di Argostoli. Tale atto di ostilità, accompagnata dal rifiuto di Gandin ad un invito da parte di Mussolini (appena liberato dalla sua prigionia del Gran Sasso) per raggiungerlo in Germania, porta i tedeschi a lanciare un ultimatum: entro ventiquattr'ore la "Acqui" dovrà decidere se: consegnare le armi, combattere assieme ai tedeschi o contro di loro.
Gandin decide di appellarsi alla libera scelta delle sue truppe. All'alba del 15 settembre, la divisione Acqui decide di combattere. Presto, la condizione d'inferiorità dovuta a fattori come l'incontrastata superiorità aerea nemica vede gli italiani perdere terreno di fronte all'avanzata tedesca. Durante la battaglia, Feria e sua figlia Elena (Jasmine Trinca) prestano aiuto al maggiore medico Moreno (Valerio Mastandrea) nel curare i feriti.
Nello stesso tempo, Saverio riceve l'ordine di andare a recuperare la squadra capitanata dal tenente Gualtieri (Fausto Paravidino) dispersa sulle montagne: tra questi c'è Nicola (Corrado Fortuna), un soldato di cui è innamorata Elena, rimasto ferito durante gli scontri. Saverio e la squadra lo lasciano in una casa per ricevere cure da una persona di fiducia. Nel tentativo di ritornare entro le linee amiche, Saverio e i suoi compagni scoprono che truppe da montagna tedesche stanno facendo un'azione a tenaglia mirante a spezzare le linee italiane e vincere così la battaglia per Cefalonia. È quindi necessario recarsi al più presto al comando del generale Gandin per avvertirlo del pericolo. Siccome il gruppo non dispone più di un mezzo da trasporto, il carabiniere Tancredi (Paolo Setta), aspirante corridore olimpionico, si offre volontario per portare la notizia al comando facendo tutto il percorso di corsa. Gualtieri, nonostante le proteste di Saverio, acconsente. 
Poco dopo la partenza di Tancredi, la squadra è testimone di un massacro commesso dai tedeschi ai danni di soldati italiani arresisi durante la battaglia. Tra i prigionieri, Saverio riconosce l'amico Lacombo (Marcello Mazzarella), il quale decide di passare coi tedeschi per non essere ucciso.
Col calar della sera, Saverio e gli altri cercano d'impadronirsi di un mezzo da trasporto nemico per evitare di essere catturati. Il piano sembra riuscire, ma un imprevisto fa allarmare i tedeschi i quali, dopo un breve conflitto a fuoco, prendono prigioniero l'intero gruppo, tranne Saverio che riceve l'ordine di scappare dal tenente Gualtieri.
All'arrivo al comando, Saverio scopre che il posto è stato evacuato. Qui ritrova Tancredi, ormai morente a causa dell'eccessivo sforzo per la corsa.
Rimasto solo e resosi conto che i tedeschi hanno occupato la zona, Saverio decide di nascondersi da Feria per non cadere prigioniero. Il giorno dopo, per non fare correre rischi alla donna, cerca rifugio da un prete ortodosso (consigliatogli da Elena), ma un soldato tedesco presente in chiesa lo vede e dà l'allarme. Inseguito, Saverio viene alla fine catturato e imprigionato. 
Episodio due
I tedeschi hanno ormai conquistato l'isola. Saverio e altri soldati italiani vengono incaricati dal capitano tedesco Landauer (Teco Celio) e dal tenente Mayer (Ralph Palka) di guidare dei camion per portare gli ufficiali italiani alla Casa Rossa.
All'arrivo sul luogo, Saverio si accorge con shock che i tedeschi hanno in programma di fucilare tutti gli ufficiali prigionieri in quanto considerano la loro adesione all'armistizio di Badoglio un tradimento verso il Terzo Reich, e la loro resistenza un atto banditesco. Saverio e don Liborio (Claudio Gioè) assistono impotenti alle esecuzioni raccogliendo le ultime volontà dei condannati. Approfittando del fatto che Landauer decide di allontanarsi dal luogo del massacro, don Liborio riesce a convincere il tenente Mayer a sospendere le fucilazioni.
Nel dicembre del 1943, Landauer decide di utilizzare i militari italiani sopravvissuti come squadre da lavoro per consolidare le posizioni difensive dell'isola. 
In primavera, Saverio ritrova il capitano Amos Pampaloni, che si scopre essere sopravvissuto allo sterminio della sua unità. Pampaloni aveva ordinato di sparare ai due pontoni da sbarco tedeschi prima che cominciasse la battaglia. Il capitano rivela a Saverio la sua intenzione di mettersi in contatto coi partigiani greci e gli anglo-americani per liberare l'isola dell'occupazione tedesca. Per iniziare questa nuova lotta, Saverio recupera una radio nascosta su una spiaggia prima che la divisione "Acqui" si arrendesse. Messisi in contatto con i partigiani greci grazie a Elena (scappata di casa ed unitasi alla resistenza per ritrovare Nicola), gli italiani vengono informati dell'arrivo di tre militari anglo-americani per organizzare uno sbarco alleato sull'isola. Tra i tre Saverio scopre esserci il marito di Feria, Michele (Claudio Amendola), tornato a Cefalonia per ritrovare la sua famiglia e portarla in America. Durante il viaggio per portare i tre soldati alleati all'interno dell'isola, il gruppo viene fermato da Lacombo, il quale li avverte che i tedeschi hanno intercettato il messaggio riguardante l'arrivo dei tre agenti anglo-americani. Per aver riferito quest'informazione, Lacombo verrà ucciso da Landauer il giorno seguente.
7 settembre 1944: tutto è pronto per l'insurrezione. I tedeschi, avendo previsto lo sbarco alleato, hanno deciso di minare il porto di Argostoli e stanno organizzando le difese. Gli italiani e i partigiani progettano perciò di far esplodere il deposito dei camion per impedire così al nemico di trasportare truppe e rifornimenti nel luogo dove quest'ultimo prevede lo sbarco alleato. Saverio si offre volontario per la missione.
Infiltrandosi col favore della notte, Saverio riesce a far esplodere il deposito di camion. Nello stesso momento, i partigiani liberano ed armano gli italiani prigionieri per salvare il porto dalle mine. La battaglia infuria per le strade della città, e i tedeschi vengono sopraffatti o costretti ad arrendersi.
Dopo aver disinnescato la prima mina (neutralizzando così l'intera rete), posta sulla spiaggia, il capitano rivela a Saverio che in quel giorno, 8 settembre, è passato un anno esatto dall'armistizio di Badoglio.
A battaglia finita Saverio, Nicola e Michele si ritrovano alla casa di Feria dove Elena ha appena partorito. In quell'occasione Feria confida a Saverio che non ha intenzione di andare in America con Michele, ma vuole tornare in Italia con l'uomo che ama.
Il film si chiude con il soldato Traina (Roberto De Francesco) che issa la bandiera della divisione "Acqui", nascosta da Feria durante l'occupazione tedesca.

## Curiosità
Durante il set di questa serie iniziò la storia d'amore fra gli attori protagonisti Luca Zingaretti e Luisa Ranieri.